# Accident ferroviaire de Philadelphie
L'accident ferroviaire de Philadelphie est un déraillement survenu le 12 mai 2015 à Philadelphie qui a provoqué la mort de huit personnes et fait plus de 200 blessés.

## Description

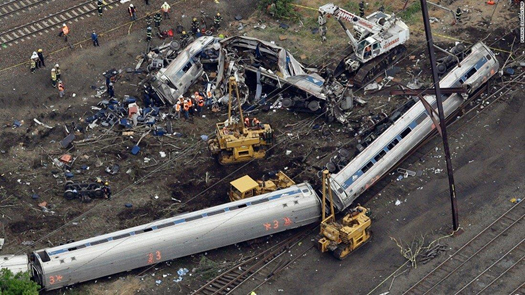
Vue des trois premières voitures, les plus gravement accidentées.

Le 12 mai 2015 vers 21 h 21, le train 188 de la compagnie ferroviaire publique Amtrak reliant Washington à New York a déraillé à Philadelphie alors qu'il roulait à 170 km/h dans une courbe à gauche,. Le train transportait 250 personnes dont huit employés de la compagnie ferroviaire. Les sept voitures du train ainsi que la locomotive ont déraillé,. L'accident a fait huit morts et plus de 200 blessés,.

## Cause
Le déraillement est dû à la survitesse : le train roulait à 170 km/h alors que la vitesse était limitée à 80 km/h. Le tronçon où le train a déraillé n'était pas équipé de dispositif de contrôle de vitesse.

## Réactions
Cet accident a relancé le débat aux États-Unis sur le mauvais état des infrastructures ferroviaires et leur manque de financement. Les réductions budgétaires ont en effet retardé la mise en place du système « Positive Train Control » (PTC) qui aurait permis le freinage automatique du train. Le congrès des États-Unis avait ordonné en 2008 que ce système soit en place sur toutes les lignes des États-Unis avant la fin de l'année 2015 mais le PTC n'avait pas encore été installé sur le tronçon où le déraillement a eu lieu.